# Morgan Whittaker
Morgan Reece Whittaker (Derby, 7 gennaio 2001) è un calciatore inglese, attaccante del Middlesbrough.

## Carriera

### Club
Cresciuto nel settore giovanile del Derby County, debutta in prima squadra il 26 ottobre 2019, in occasione dell'incontro di Championship perso per 2-0 contro l'Hull City. Nel febbraio 2021, dopo aver totalizzato 32 presenze e una rete complessive tra campionato e coppa, con la maglia del Derby County, viene acquistato dallo Swansea City.

### Nazionale
Ha giocato nelle nazionali giovanili inglesi Under-16, Under-17, Under-18, Under-19 ed Under-20.

## Statistiche

### Presenze e reti nei club
Statistiche aggiornate al 14 marzo 2023.
| Stagione            | Squadra             | Campionato          | Campionato | Campionato | Coppe nazionali | Coppe nazionali | Coppe nazionali | Coppe continentali | Coppe continentali | Coppe continentali | Altre coppe | Altre coppe | Altre coppe | Totale | Totale |
| Stagione            | Squadra             | Comp                | Pres       | Reti       | Comp            | Pres            | Reti            | Comp               | Pres               | Reti               | Comp        | Pres        | Reti        | Pres   | Reti   |
| ------------------- | ------------------- | ------------------- | ---------- | ---------- | --------------- | --------------- | --------------- | ------------------ | ------------------ | ------------------ | ----------- | ----------- | ----------- | ------ | ------ |
| 2019-2020           | Derby County        | FLC                 | 16         | 1          | FACup+CdL       | 3+2             | 0               |                    | -                  | -                  |             | -           | -           | 21     | 1      |
| 2020-feb. 2021      | Derby County        | FLC                 | 9          | 0          | FACup+CdL       | 0+2             | 0               |                    | -                  | -                  |             | -           | -           | 11     | 0      |
| Totale Derby County | Totale Derby County | Totale Derby County | 25         | 1          |                 | 7               | 0               |                    | -                  | -                  |             | -           | -           | 32     | 1      |
| feb.-mag. 2021      | Swansea City        | FLC                 | 12         | 1          | FACup+CdL       | 1+0             | 1+0             |                    | -                  | -                  |             | -           | -           | 13     | 2      |
| 2021-gen. 2022      | Swansea City        | FLC                 | 6          | 0          | FACup+CdL       | 0+3             | 0+3             |                    | -                  | -                  |             | -           | -           | 9      | 3      |
| gen.-mag. 2022      | Lincoln City        | FL1                 | 20         | 5          | FACup+CdL       | -               | -               |                    | -                  | -                  | FLT         | -           | -           | 20     | 5      |
| 2022-gen. 2023      | Plymouth            | FL1                 | 25         | 9          | FACup+CdL       | 1+1             | 0               |                    | -                  | -                  | FLT         | 4           | 0           | 31     | 9      |
| gen.-mag. 2023      | Swansea City        | FLC                 | 9          | 1          | FACup+CdL       | -               | -               |                    | -                  | -                  |             | -           | -           | 9      | 1      |
| Totale Swansea City | Totale Swansea City | Totale Swansea City | 27         | 2          |                 | 4               | 4               |                    | -                  | -                  |             | -           | -           | 31     | 6      |
| Totale carriera     | Totale carriera     | Totale carriera     | 97         | 17         |                 | 13              | 4               |                    | -                  | -                  |             | 4           | 0           | 114    | 21     |